# 폴 와일리

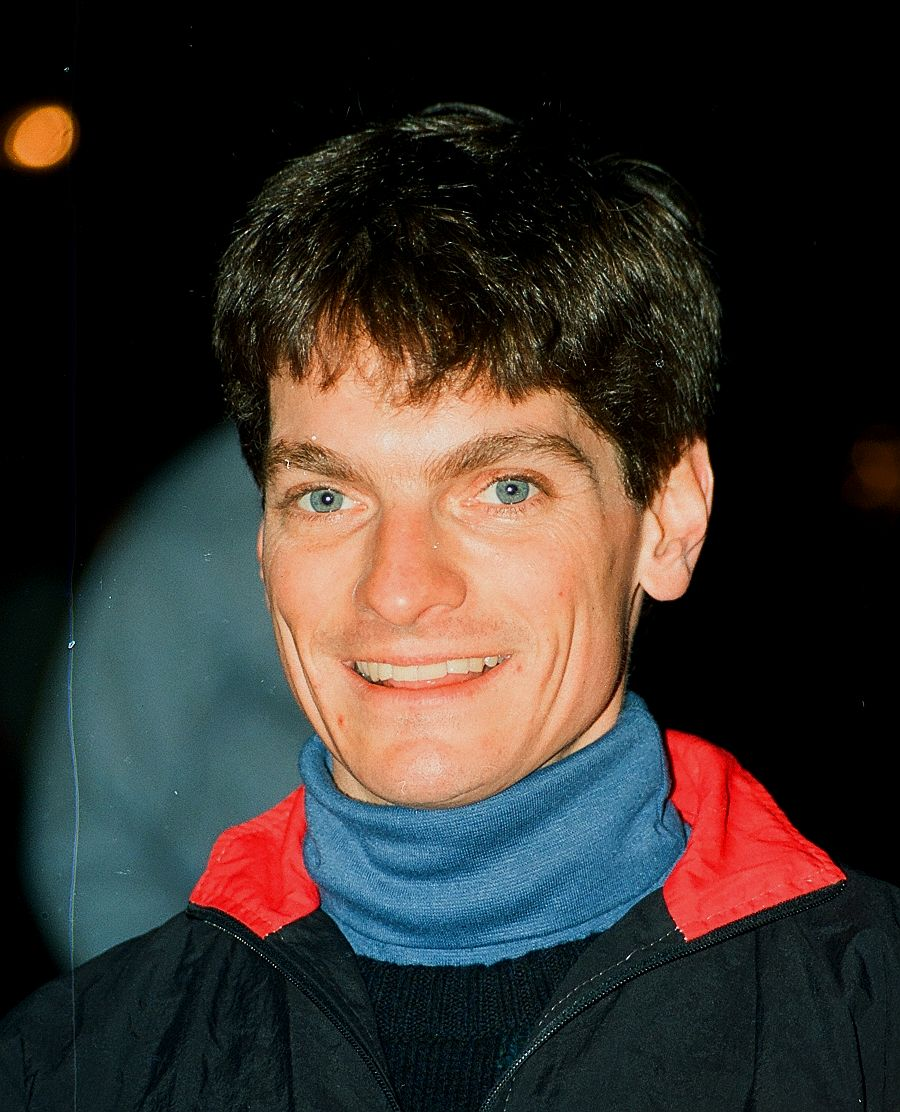

폴 스탠턴 와일리(1964년 10월 28일 ~ )는 미국의 피겨 스케이팅 선수이다. 그는 1992년 올림픽에서 은메달을 획득했다.

## 개인 생활
와일리는 텍사스주 달라스에서 태어났다. 그가 11세때, 그의 가족은 콜로라도주 덴버로 이주했다. 와일리는 하버드 대학에 다녔고, 1991년에 졸업했다.

## 생애 및 선수 경력
와일리는 3세때 스케이트를 배우기 시작했다. 덴버로 이주한후, 그는 카를로 파시와 함께 훈련을 시작했다. 그는 프랑스 알베르빌에서 열린 1992년 동계 올림픽에서 은메달을 획득했다.